# 陳天華
陳 天華（ちん てんか、1875年3月6日 - 1905年12月8日）は清末の革命家。華興会や中国同盟会に参加した反清・革命派の人士である。字は星台、過庭。別号は思黄。

## 来歴

### 革命派としての活動
少年時代は牛飼いなどをせざるを得ないほど貧困の生活を送った。 幼い頃は伝記や小説を愛読し、地元の民謡や芝居も好きだった。1896年（光緒24年）ごろ、父に従って新化県城に移り、商人として働く。その後、資江書院で学び、さらに新学を提唱していた新化求実学堂へ進学した。
1903年、学堂の推薦を受けて陳天華は日本へ留学し、弘文学院で学んだ。この年の4月、ロシアの東三省への侵攻に怒った陳は、日本留学生たちと拒俄義勇隊を結成し、さらにこの組織は軍国民教育会へと発展・改組されている。陳は黄興と共に「帰国革命運動員」に推挙され、同年冬に帰国した。帰国後の1904年（光緒30年）4月、陳と黄、さらに宋教仁、劉揆一らは長沙で華興会を結成する。まもなく、反清武装蜂起を計画し、会党や江西省の防営統領らとの連絡を担当した。しかし事前に発覚し、陳は日本に逃れ、法政大学法政速成科に入学する。
1905年（民国31年）8月、孫文（孫中山）らにより中国同盟会が東京で成立すると、陳天華も発起人の1人となった。陳は会章起草員に推挙され、『革命方略』の執筆事務にも参与した。機関紙『民報』が創刊されると、陳は撰述員に任ぜられている。

### 死去とその後の影響
しかし、1905年11月、日本の文部省が清朝等の要請に応じ、いわゆる「清韓日本留学生取締規則」（「清国留学生取締規則」とも）を発布すると、これに悲憤慷慨した陳天華は同年12月8日に大森海岸にて入水自殺した。ロシア艦隊を日本海で全滅させた日本に比べ、祖国は満洲王朝の植民地のままであり、また自身の革命運動も挫折していたため、陳は落ち込んでおり、朝日新聞が、安全な日本で酒の勢いで大言壮語する中国人留学生を放縦卑劣と評したことを知った夜に入水自殺したという。享年31。遺書には「生きて救国を空談するより、自ら死んで、放縦卑劣の汚名を雪ぎたい」とあった。翌年、遺体は湖南に戻り、長沙の学生や各界人士の追悼を受け、岳麓山に葬られている。
陳天華の著書には『猛回頭』、『警世鐘』、『獅子吼』、『国民必読』、『最近政見之評決』、『最近之方針』、『中国革命史論』などがあり、自殺直前には遺書として『絶命書』を残した。特に前2冊は、その読みやすさや主張の明快さなどもあって、清朝の発禁や取締りにもかかわらず、革命派の宣伝書として広く一般に流布・普及している。自殺する少し前に会った孫文に宛てて書かれたといわれている『絶命書』には、革命の心構えが記されており、「責任感を持て」と「外国を頼るな」であった。後者の例には、スペインからの独立にアメリカを頼った結果、住民20万人がアメリカ軍に虐殺され、その植民地にされたフィリピンを挙げている。

## 著作

### 日本語訳
- 近藤邦康訳、村田雄二郎改訳「絶命書」、村田雄二郎責任編集『新編 原典中国近代思想史 第2巻 万国公法の時代 洋務・変法運動』、岩波書店、2010年
- 島田虔次訳「ある革命家の遺書」「獅子吼」、『中国革命の先駆者たち』筑摩書房、1965年、NDLJP:2980157
- 野村浩一訳「華興会敬んで湖南に告ぐ」「中国はよろしく民主政体に創り改めるべきことを論ず」、『中国古典文学大系 58 清末民国初政治評論集』平凡社、1971年、